# Drżączka

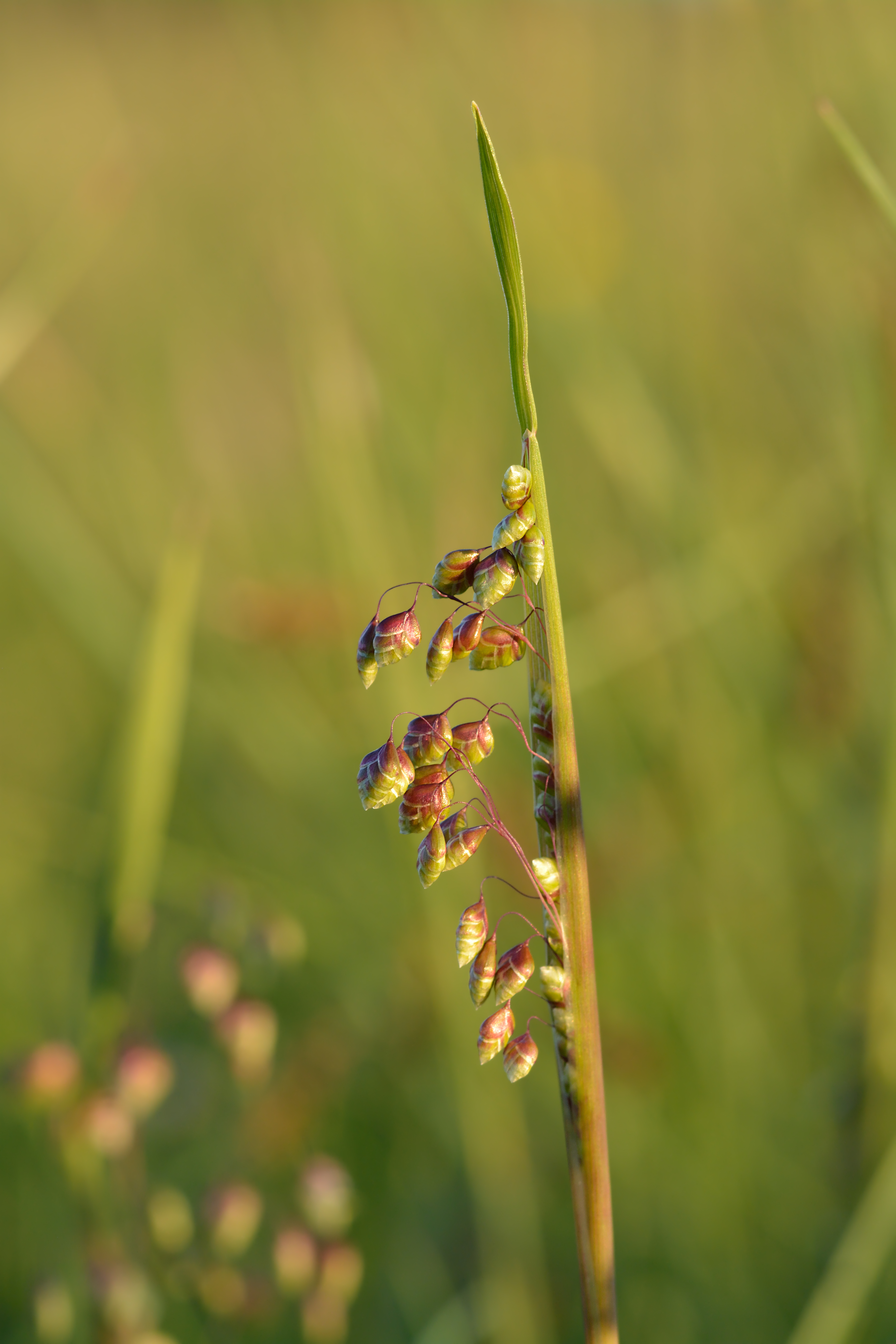
Drżączka średnia

Drżączka (Briza L.) – rodzaj roślin jednoliściennych z rodziny wiechlinowatych. Liczy około 20 gatunków traw występujących w strefie klimatu umiarkowanego półkuli północnej. W Polsce dziko rośnie drżączka średnia (Briza media), drżączka większa (Briza maxima) jest uprawiana, a drżączka mniejsza (Briza minor) notowana jest jako przejściowo dziczejąca (efemerofit).

## Systematyka
Synonimy taksonomiczne
Tremularia Heister ex Fabricius
Pozycja systematyczna według APweb (aktualizowany system APG IV z 2016)
Rodzaj należący do rodziny wiechlinowatych (Poaceae), rzędu wiechlinowców (Poales). W obrębie rodziny należy do podrodziny wiechlinowych (Pooideae), plemienia Poeae, podplemienia Aveninae.
Pozycja rodzaju w systemie Reveala (1994–1999)
Gromada okrytonasienne (Magnoliophyta Cronquist), podgromada Magnoliophytina Frohne & U. Jensen ex Reveal, klasa jednoliścienne (Liliopsida Brongn.), podklasa komelinowe (Commelinidae Takht.), nadrząd Juncanae Takht., rząd wiechlinowce (Poales Small), rodzina wiechlinowate (Poaceae (R. Br.) Barnh.), rodzaj drżączka (Briza L.).
Wykaz gatunków
- Briza ambigua Hack.
- Briza brachychaete Ekman
- Briza brasiliensis (Nees) Ekman
- Briza brizoides (Lam.) Kuntze
- Briza calotheca (Trin.) Hack.
- Briza erecta Lam.
- Briza humilis M.Bieb.
- Briza itatiaiae Ekman
- Briza juergensii Hack.
- Briza lamarckiana Nees
- Briza marcowiczii Woronow
- Briza maxima L. – drżączka większa
- Briza media L. – drżączka średnia
- Briza minor L. – drżączka mniejsza
- Briza monandra (Hack.) Pilg.
- Briza paleapilifera Parodi
- Briza parodiana Roseng., B.R.Arrill. & Izag.
- Briza poimorpha (C.Presl) Henrard
- Briza rufa (J.Presl) Steud.
- Briza scabra (Nees ex Steud.) Ekman
- Briza subaristata Lam.
- Briza uniolae (Nees) Steud.

## Zastosowanie
Jako rośliny paszowe drżączki mają niską wartość. Uprawiane chętnie jako rośliny ozdobne, cenione za dekoracyjne kłoski, w kwiaciarstwie stosowane do przybierania bukietów.